# Raymond Recouly
 (mai 2023).
Si vous disposez d'ouvrages ou d'articles de référence ou si vous connaissez des sites web de qualité traitant du thème abordé ici, merci de compléter l'article en donnant les références utiles à sa vérifiabilité et en les liant à la section « Notes et références ».
Raymond Recouly , né le 14 juin 1876 à Saint-Pons-de-Mauchiens (Hérault) et mort le 12 septembre 1950 à Montpellier, est un journaliste, homme de lettres et correspondant de guerre français.

## Biographie
Il suit des études de lettres à la faculté des lettres de Paris et préside l'Association générale des étudiants de Paris pendant l'année 1901-1902.
Correspondant de guerre pour le journal Le Temps en Mandchourie, il couvre la guerre russo-japonaise de 1904-1905. Par la suite, il réalise de nombreux reportages au Maroc, dans les Balkans ainsi qu'en Asie Mineure. Il est l'un des grands reporters mondiaux du XXe siècle.
Il est journaliste au Figaro, à L'Illustration, à Gringoire et directeur politique de la Revue de France.
Voici comment Horace De Carbuccia, patron de Gringoire, décrivait ce grand personnage de la presse française et mondiale : « Au sortir de l’agrégation de lettres, il entreprit, grâce à une bourse, le tour du monde. La guerre russo-japonaise le surprit aux Indes et, sur le conseil du vice-roi, lord Curzon, il gagna rapidement la Sibérie où il suivit, pour le Temps, les opérations militaires, côté russe. Ses articles furent très remarqués. À son retour en France, avant la fin du conflit, il était connu. Il rendit visite aux hommes politiques en vue, qui ne supposaient pas que les armées du Tsar pussent être battues. C’était pourtant la conviction de Recouly. Clemenceau l’écouta avec attention mais Delcassé, alors ministre des Affaires étrangères, lui coupa la parole et lui adressa un long discours pour lui démontrer que les Japonais n’échapperaient pas à une cinglante défaite. […] Rapidement parisianisé, Raymond Recouly connut très jeune la notoriété qui s’attache aux reporters en vue. Collaborateur du Temps, correspondant à Londres du Figaro, où il assuma plus tard la direction de la politique extérieure, il se promena, pendant quarante ans, dans tous les pays du monde. Il connaissait tous les rois et tous les hommes d’État, dont plusieurs étaient ses amis. Il se signala par une série de retentissantes enquêtes. Il exposait avec clarté les questions les plus embrouillées, et ses articles, toujours vivants et jamais ennuyeux, obtinrent un succès prodigieux, retentissant. “Si dans le passé, écrivait Jules Cambon, il y avait eu beaucoup plus de Recouly, peut-être l’histoire serait-elle une science moins conjecturale” ».
Attaché à l’état-major en tant que capitaine pendant la Grande Guerre, il est envoyé en mission en Russie et en Espagne par la Maison de la Presse. En mai 1916, il dirige l’agence d’informations télégraphiques de Madrid.
À partir de 1928, Recouly participe à la ligne éditoriale de l'hebdomadaire Gringoire.
Le 14 septembre 1944, il est arrêté, en tant qu'administrateur de Gringoire, et mis en prison, suspecté de faits de collaboration durant l'Occupation. En octobre 1946, toute la presse informe qu'il est en fuite, à l'instar de Horace de Carbuccia.
Spécialiste et biographe du général Foch, il fut membre et vice président de l' Association des journalistes français anciens correspondants de guerre.

## Ouvrages publiés

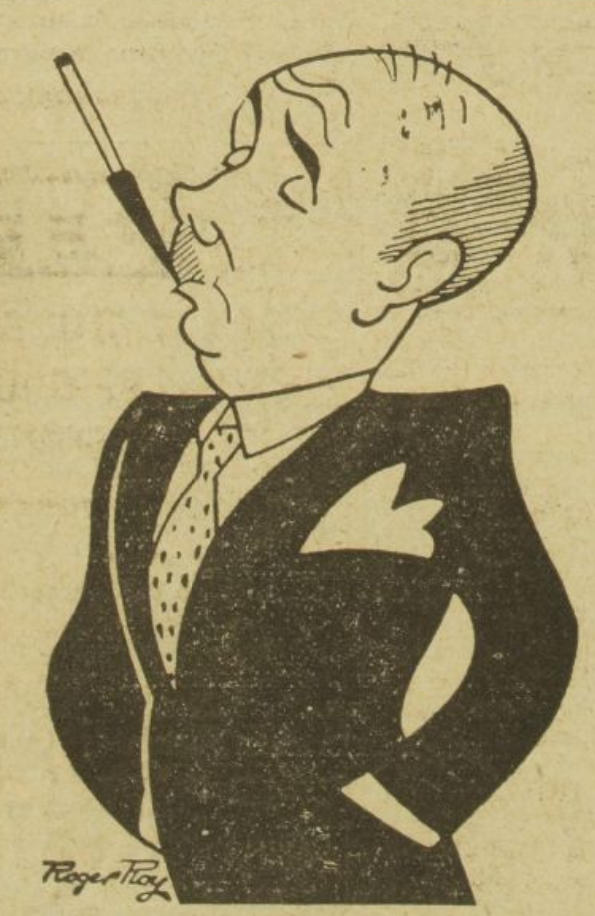
Caricature de Raymond Recouly (Gringoire, 17 janvier 1930) par Roger Roy.

- Le Pays magyar, Paris : F. Alcan , 1903
- Dix mois de guerre en Mandchourie, Félix Juven, 1905 [lire en ligne]
- La bataille de Foch, librairie hachette, 1920 [lire en ligne]
- Itinéraires algériens, 1922, [lire en ligne]
- Les heures tragiques d'avant-guerre, la renaissance du livre, 1922 [lire en ligne]
- Le printemps rouge : épisode de guerre et de révolution en Russie, les éditions de France, 1924 [lire en ligne]
- Le mémorial de Foch : mes entretiens avec le maréchal , les éditions de France, 1929 [lire en ligne]
- Bonaparte à Toulon, les éditions de France, 1929 [lire en ligne]
- Le quatre septembre, librairie hachette, 1930 [lire en ligne]
- Louis-Philippe, roi des Français : le chemin vers le trône, Les éditions de France, 1930 [lire en ligne]
- Joffre, éditions des portiques, 1931, [lire en ligne]
- Pistes, fleuves et jungles, à travers l'Indochine et les pays voisins, les éditions de France, 1932 [lire en ligne]
- Les négociations secrètes Briand-Lancken : les dessous de l'histoire, les éditions de France, 1933  [lire en ligne]
- L'Amérique pauvre, les éditions de France, 1933  [lire en ligne]
- Histoire de la grande guerre, 1914-1918, les éditions de France, 1934 [lire en ligne]
- François-Joseph : le crépuscule d'un empire, les éditions de France, 1936 [lire en ligne]
- Le chasseur de nuées ou La vie de Cervantès, les éditions de France, 1938 [lire en ligne]
- Chez les moujiks en capote grise : souvenirs de guerre et de révolution en Russie, les éditions de France, 1942 [lire en ligne]